# Alek Wek
Alek Wek (sinh ngày 16 tháng 4 năm 1977) là một người mẫu và nhà thiết kế người Nam Sudan - Anh.
Bắt đầu sự nghiệp thời trang của mình ở tuổi 18 vào năm 1995. Bà được ca ngợi vì ảnh hưởng của bà đối với nhận thức về cái đẹp trong ngành thời trang. Bà đến từ nhóm dân tộc Dinka ở Nam Sudan, nhưng trốn sang Anh năm 1991 để thoát khỏi Nội chiến ở Sudan.

## Thơ ấu
Alek sinh ra ở Wau ở Sudan (hiện là Nam Sudan), trong một căn nhà hai phòng ngủ không có điện hay nước máy và là người con thứ bảy trong số chín người con. Mẹ của bà Akuol (sinh năm 1946) là một bà nội trợ, và cha bà là Athian (1933 Tiết1985) là một quan chức giáo dục. Tên của bà có nghĩa là "Bò đốm đen". Alek đã tuyên bố rằng về mặt thể chất, bà giống với cha mình, cao 6'5" và cũng có chân tay dài bất thường. Alek bị bệnh da vẩy nến từ lúc còn nhỏ cho đến khi 14 tuổi.
Khi Nội chiến ở Sudan nổ ra ở Wau năm 1985, gia đình Wek phải chạy trốn khỏi cả lực lượng phiến quân và chính phủ. Cha cô Athian đã từng bị gãy xương hông trong một tai nạn xe đạp, và hông của ông đã được chữa trị bằng ghim kim loại. Thời gian đi bộ dài khiến hông của Athian bị nhiễm trùng, và khi gia đình trở về Wau, ông bị tê liệt và chống chọi với xuất huyết. Ông qua đời tại nhà của một người họ hàng ở Khartoum.

## Cuộc sống cá nhân
Kể từ năm 2009, Wek cư trú tại Brooklyn, New York. Bà có mối quan hệ với Riccardo Sala, một nhà phát triển bất động sản người Ý, trong mười hai năm; họ chia tay năm 2013. Bà là dì của người mẫu catwalk Ataui Deng.

## Danh sách phim
| Năm  | Tên                                | Vai diễn | Notes       |
| ---- | ---------------------------------- | -------- | ----------- |
| 2011 | America's Next Top Model           | Herself  | Guest Judge |
| 2011 | Britain & Ireland's Next Top Model | Herself  | Guest Judge |

| Năm  | Tên      | Vai diễn     | Note       |
| ---- | -------- | ------------ | ---------- |
| 2018 | Suspiria | Miss Millius | Film debut |